# Febfi Setyawati
Febfi Setyawati (nascida em 7 de Fevereiro de 1993, em Jacarta, capital da Indonésia) é uma ativista indonésia e a fundadora da Untukteman.id, uma organização que ajuda pessoas vulneráveis, especialmente pessoas doentes com dificuldades financeiras e pessoas afetadas pelo Covid-19.

## Ativismo
Febfi Setyawatie sua equipe percorreram a comunidade em um Volkswagen RV para fornecer acesso gratuito à Internet (que nem sempre é acessível) e levam uma biblioteca móvel para os alunos continuarem seus trabalhos. A equipe agora está tentando fornecer transmissores de sinal para áreas onde não há sinal de internet.

## Vida pessoal
A dor que Febfi Setyawati experimentou quando seu filho, Akara Haykal, morreu devido à síndrome de Moebius, uma doença neurológica rara, inspirou Febfi a ajudar os outros.

## Reconhecimento
No ano 2020, Febfi Setyawati foi incluída na lista da BBC das 100 mulheres mais inspiradoras do mundo.